# Kvalifikace na Mistrovství světa ve fotbale 2022
V kvalifikaci na Mistrovství světa ve fotbale 2022 se národní týmy ze šesti fotbalových konfederací ucházely o 31 postupových míst na závěrečný turnaj, který se konal v Kataru v listopadu a prosinci 2022. Kvalifikace se zúčastnilo 206 zemí, což je nejvyšší počet v historii.
| Region                                        | Počet místenek na finálovém turnaji pro tento region | Počet účastníků kvalifikace v tomto regionu |
| --------------------------------------------- | ---------------------------------------------------- | ------------------------------------------- |
| Afrika (CAF)                                  | 5                                                    | 54                                          |
| Asie (AFC)                                    | 4,5* (včetně Kataru jako hostitele)                  | 45+1                                        |
| Evropa (UEFA)                                 | 13                                                   | 55                                          |
| Jižní Amerika (CONMEBOL)                      | 4,5*                                                 | 10                                          |
| Oceánie (OFC)                                 | 0,5*                                                 | 11                                          |
| Severní, Střední Amerika a Karibik (CONCACAF) | 3,5*                                                 | 35                                          |

* Poloviny míst znamenají místa v mezikontinentální baráži.

## Kvalifikované týmy

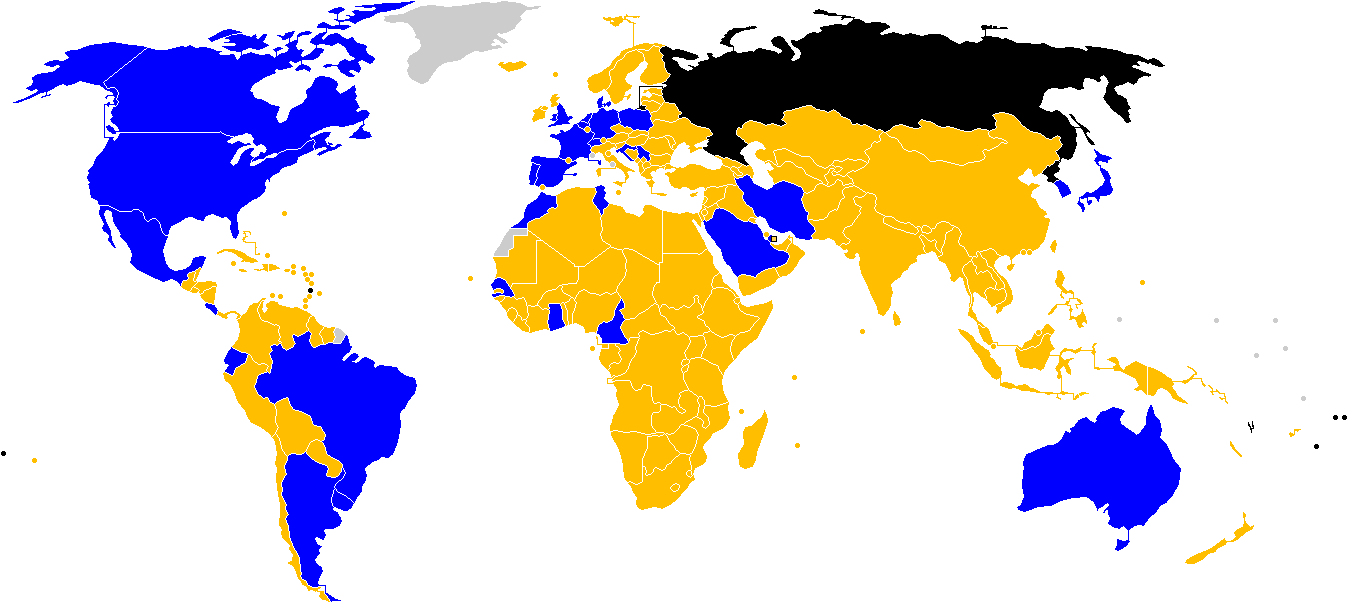
Tým se kvalifikoval na závěrečný turnaj
Nekvalifikoval se
Tým vyloučen nebo odstoupil
Neúčastnili se, nebyli členem FIFA před startem kvalifikace

### Seznam kvalifikovaných týmů
| Tým            | Kvalifikován jako                   | Datum zajištění účasti | Pořadí účasti na MS | Po sobě jdoucí účasti na MS | Poslední účast | Nejlepší umístění                               |
| -------------- | ----------------------------------- | ---------------------- | ------------------- | --------------------------- | -------------- | ----------------------------------------------- |
| Katar          | Hostitel                            | 2. prosince 2010       | 1.                  | —                           | —              | —                                               |
| Německo        | vítěz kvalifikační skupiny J (UEFA) | 11. října 2021         | 20.                 | 18                          | 2018           | Vítězové (1954, 1974, 1990, 2014)               |
| Dánsko         | vítěz kvalifikační skupiny F (UEFA) | 12. října 2021         | 6.                  | 2                           | 2018           | Čtvrtfinále (1998)                              |
| Brazílie       | Vítěz kvalifikace CONMEBOL          | 12. listopadu 2021     | 22.                 | 22                          | 2018           | Vítězové (1958, 1962, 1970, 1994, 2002)         |
| Francie        | vítěz kvalifikační skupiny D (UEFA) | 13. listopadu 2021     | 16.                 | 7                           | 2018           | Vítězové (1998, 2018)                           |
| Belgie         | vítěz kvalifikační skupiny E (UEFA) | 13. listopadu 2021     | 14.                 | 3                           | 2018           | Bronzová medaile (2018)                         |
| Chorvatsko     | vítěz kvalifikační skupiny H (UEFA) | 14. listopadu 2021     | 6.                  | 3                           | 2018           | Stříbrná medaile (2018)                         |
| Srbsko         | vítěz kvalifikační skupiny A (UEFA) | 14. listopadu 2021     | 3.                  | 2                           | 2018           | Bronzová medaile (1930 jako Jugoslávie)         |
| Španělsko      | vítěz kvalifikační skupiny B (UEFA) | 14. listopadu 2021     | 16.                 | 12                          | 2018           | Vítězové (2010)                                 |
| Anglie         | vítěz kvalifikační skupiny I (UEFA) | 15. listopadu 2021     | 16.                 | 7                           | 2018           | Vítězové (1966)                                 |
| Švýcarsko      | vítěz kvalifikační skupiny C (UEFA) | 15. listopadu 2021     | 12.                 | 5                           | 2018           | Čtvrtfinále (1934, 1938, 1954)                  |
| Nizozemsko     | vítěz kvalifikační skupiny G (UEFA) | 16. listopadu 2021     | 11.                 | 1                           | 2014           | Stříbrná medaile (1974, 1978, 2010)             |
| Argentina      | 2. tým kvalifikace CONMEBOL         | 17. listopadu 2021     | 18.                 | 13                          | 2018           | Vítězové (1978, 1986)                           |
| Írán           | Vítěz kvalifikační skupiny A (AFC)  | 27. ledna 2022         | 6.                  | 3                           | 2018           | Základní skupina (1978, 1998, 2006, 2014, 2018) |
| Jižní Korea    | 2. tým kvalifikační skupiny A (AFC) | 1. února 2022          | 11.                 | 10                          | 2018           | 4. místo (2002)                                 |
| Japonsko       | 2. tým kvalifikační skupiny B (AFC) | 24. března 2022        | 7.                  | 7.                          | 2018           | Osmifinále (2002, 2010, 2018)                   |
| Saúdská Arábie | Vítěz kvalifikační skupiny B (AFC)  | 24. března 2022        | 6.                  | 2.                          | 2018           | Osmifinále (1994)                               |
| Ekvádor        | 4. tým kvalifikace CONMEBOL         | 24. března 2022        | 4.                  | 1.                          | 2014           | Osmifinále (2006)                               |
| Uruguay        | 3. tým kvalifikace CONMEBOL         | 24. března 2022        | 14.                 | 4.                          | 2018           | Vítězové (1930, 1950)                           |
| Kanada         | Vítěz třetí fáze CONCACAF           | 27. března 2022        | 2.                  | 1.                          | 1986           | Základní skupina (1986)                         |
| Ghana          | Vítěz třetí fáze CAF                | 29. března 2022        | 4.                  | 1.                          | 2014           | Čtvrtfinále (2010)                              |
| Senegal        | Vítěz třetí fáze CAF                | 29. března 2022        | 3.                  | 2.                          | 2018           | Čtvrtfinále (2002)                              |
| Portugalsko    | Vítěz baráže UEFA                   | 29. března 2022        | 8.                  | 6.                          | 2018           | 3. místo (1966)                                 |
| Polsko         | Vítěz baráže UEFA                   | 29. března 2022        | 9.                  | 2.                          | 2018           | 3. místo (1974, 1982)                           |
| Tunisko        | Vítěz třetí fáze CAF                | 29. března 2022        | 6.                  | 2.                          | 2018           | Základní skupina (1978, 1998, 2002, 2006, 2018) |
| Maroko         | Vítěz třetí fáze CAF                | 29. března 2022        | 6.                  | 2.                          | 2018           | Osmifinále (1986)                               |
| Kamerun        | Vítěz třetí fáze CAF                | 29. března 2022        | 8.                  | 1.                          | 2014           | Čtvrtfinále (1990)                              |
| Mexiko         | 2. tým třetí fáze CONCACAF          | 30. března 2022        | 17.                 | 8.                          | 2018           | Čtvrtfinále (1970, 1986)                        |
| USA            | 3. tým třetí fáze CONCACAF          | 30. března 2022        | 11.                 | 1.                          | 2014           | Bronz (1930)                                    |
| Wales          | Vítěz baráže UEFA                   | 5. června 2022         | 2.                  | 1.                          | 1958           | Čtvrtfinále (1958)                              |
| Austrálie      | Vítěz mezikontinentální baráže      | 13. června 2022        | 6.                  | 5.                          | 2018           | Osmifinále (2006)                               |
| Kostarika      | Vítěz mezikontinentální baráže      | 14. června 2022        | 6.                  | 3.                          | 2018           | Čtvrtfinále (2014)                              |

## Kvalifikační skupiny

### Rozhodující kritéria v kvalifikaci
Ve všech zónách jsou používána k určení pořadí ve skupinách následující kritéria:
1. vyšší počet bodů ze všech zápasů ve skupině
2. lepší brankový rozdíl ze všech zápasů ve skupině
3. vyšší počet gólů vstřelených ve všech zápasech ve skupině
4. vyšší počet bodů obdržených ve vzájemných zápasech
5. lepší brankový rozdíl ve vzájemných zápasech
6. vyšší počet gólů vstřelených ve vzájemných zápasech
7. více vstřelených gólů na hřišti soupeře (pokud je rovnost mezi dvěma týmy)
8. los nebo rozhodující zápas na neutrální půdě

### Afrika (CAF)
(54 týmů bojujících o 5 místenek)

### Asie (AFC)
(46 týmů bojujících o 4 přímé místenky a jedno místo v mezikontinentální baráži)

### Evropa (UEFA)
(54 týmů bojujících o 13 místenek)

### Jižní Amerika (CONMEBOL)
(10 týmů bojujících o 4 přímé místenky a jedno místo v mezikontinentální baráži)

### Oceánie (OFC)
(8 týmů bojujících o jedno místo v mezikontinentální baráži)

### Severní, Střední Amerika a Karibik (CONCACAF)
(34 týmů bojujících o 3 přímé místenky a jedno místo v mezikontinentální baráži)